# Ascheru
Ascheru oder Ischeru (ägyptisch ꜣšrw oder jšrw) ist ein Ort in der ägyptischen Mythologie, an dem die „Wilde Göttin“ besänftigt wird. Ursprünglich bezeichnete man damit einen gebogenen Wasserlauf, an dem häufig Kulte von Löwinnen praktiziert wurden. Viele löwengestaltige Göttinnen trugen den Namen „Herrin von Ascheru“, etwa Wadjet und Sachmet in Memphis, Bastet in Bubastis, sowie Menhit und Mut in Karnak.
Als „Ascheru der Mut“ ist der hufeisenförmige See südlich des großen Karnak-Tempels bekannt, der den Tempel der Mut an drei Seiten umschließt.